# Grammofonleverantörernas förening
Grammofonleverantörernas förening (GLF) eller på engelsk: Swedish Recording Industry Association er en organisation, der repræsenterer musikindustrien i Sverige. Det er denne organisation, der har indsamlet og offentliggjort de officielle hitlister for den svenske pladeindustri siden 1975, heriblandt single- og albumhitlisten.
GLF har følgende medlemmer: Bonnier Amigo Group, EMI Svenska AB, Network Entertainment Group, Sony BMG Music Entertainment Sweden AB, Sound Pollution AB, Universal Music Sweden AB og Warner Music Sweden AB. Siden 1986 har GLF vedligeholdt online-kataloget Grammotex, som nu omfatter omkring 100.000 titler. Kataloget er tilgængeligt for musikbutikker og distributører, der betaler afgift herfor. 